# Meta von Cranz
Le Meta von Cranz est un navire à un seul mât, à fond plat et équipé de  deux dérives latérales qui a été commandé au Brand Werft à Oldenbourg en 1982 et construit en 1983 par Ted van Rijnsover aux Pays-Bas.
Le navire est une réplique élaborée d'un marin néerlandais (Vollenhovense bol) du début du siècle (XIXème / XXème siècle), qui a été construit dans la province d'Overijssel (Pays-Bas).

## Historique
En juin 1983, la coque a été remorquée sur divers canaux des Pays-Bas et de la mer du Nord ainsi que sur l'Elbe jusqu'à Hambourg-Cranz.

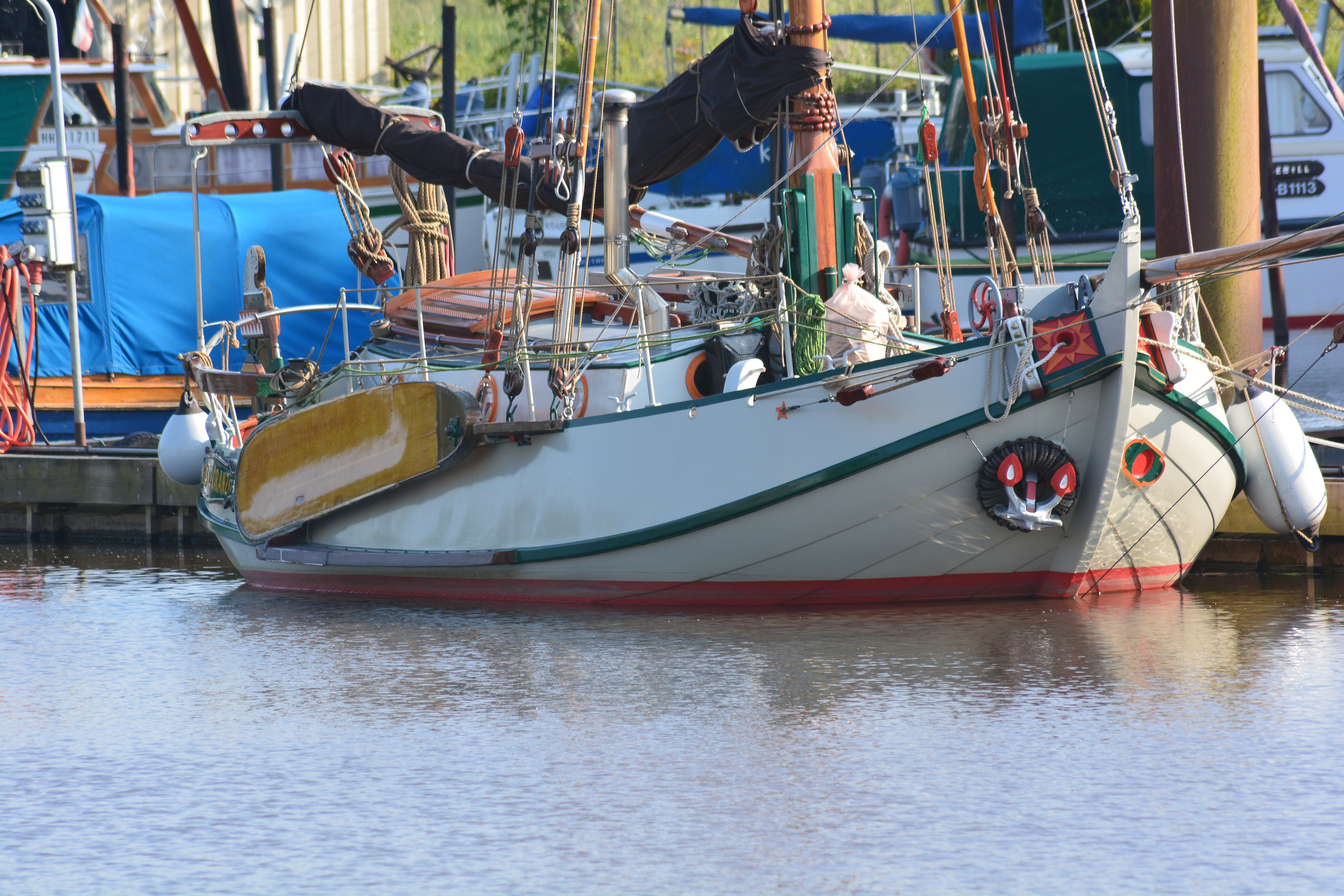
Meta von Cranz

Après une phase definition des travaux de quatre ans par le propriétaire, il a été lancé le 2 mai 1987. Le même mois, Meta von Cranz a reçu le prix de la restauration de l'autorité culturelle de Hambourg pour l'une des répliques les plus belles et les plus élégantes de voitures anciennes .
Dans le passé, ce type de voilier servait principalement de support de charge pour les grands navires (par exemple pour la tourbe ou le poisson). En raison de leur fond plat, ces navires étaient particulièrement adaptés aux eaux peu profondes et pouvaient être dirigés aussi loin que le rivage ou le bord du port. En raison du faible tirant d'eau, il était également possible de pénétrer dans les petites prairies de l'Elbe et dans les vasières.
Son port d'attache est Uetersen. Il existe des visites guidées pour les visiteurs intéressés.